# Klaus Schwab
Pour les articles homonymes, voir Schwab.
Klaus Martin Schwab, né le 30 mars 1938 à Ravensbourg en Allemagne, est un ingénieur et économiste allemand. Il fonde en 1971 le Symposium européen du management, organisé à Davos en Suisse, qui devient en 1987 le Forum économique mondial, qu'il préside jusqu’en 2025.

## Biographie

### Origine et formation
Klaus Schwab naît le 30 mars 1938 à Ravensbourg en Allemagne. Son père, Eugen Schwab (né en 1899), est le fils de Gottfried Schwab (né à Karlsruhe en 1870) et de la Suissesse Marie Lappert (née à Kirchberg en 1875), qui se marient en 1898 à Roggwil ; sa mère est la Suissesse Erika Epprecht.
Les parents de Schwab s'installent en Suisse au début des années 1930. Avec la nomination d'Adolf Hitler comme chancelier du Reich, le père de Schwab est invité à défendre les intérêts de l'entreprise suisse Escher Wyss en Allemagne. La famille déménage à Ravensbourg peu avant le début de la Seconde Guerre mondiale. Plus tard, la famille retourne en Suisse, où Klaus Schwab fréquente la 1re et la 2e année à l'école primaire de Au (en), à Wädenswil, puis la famille déménage à nouveau en Allemagne. Schwab fréquente le Spohn-Gymnasium (de) de Ravensbourg jusqu'à son Abitur en 1957,.
Schwab est titulaire d'un doctorat en sciences de l'ingénieur de l'École polytechnique fédérale de Zurich (1966), d'un doctorat en sciences économiques de l'université de Fribourg (1967) et d'un Master of Public Administration de l'École d'administration publique de l'université Harvard (1967).

### Carrière
Il commence sa carrière professionnelle à la fin des années 1960 en tant que professeur de management industriel à l'université de Genève, où il enseigne jusqu'en 2002.
Il a été membre du comité directeur du groupe Bilderberg.

#### Forum économique mondial (Davos)
Schwab est principalement connu comme président, depuis sa création, du Forum économique mondial (en anglais : « World Economic Forum », WEF), une fondation basée à Genève.
Marqué par la lecture et le succès du Défi américain de Jean-Jacques Servan-Schreiber, il commence par organiser en 1971 le Symposium européen du management, s'adressant d'abord à un public européen.
Le forum est depuis célèbre par sa réunion annuelle à Davos, en Suisse, qui attire des dirigeants d’entreprise, des chefs d'État et des hommes politiques du monde entier, ainsi que des intellectuels et des journalistes, afin de débattre des problèmes les plus urgents de la planète, y compris dans les domaines de la santé et de l’environnement.

Moins libéral qu’on le dit souvent, Schwab déplore en 2009 : 

« J’ai créé le forum il y a quarante ans pour que les PDG rencontrent la société civile mais au fil des ans, leurs politiques de rémunérations ont rapproché les PDG des actionnaires et, parallèlement, les actionnaires sont devenus court-termistes. Il faut reconstituer un ethos professionnel. »

Le 21 avril 2025, il annonce sa démission de son poste de président du WEF au conseil d'administration avec effet immédiat et est remplacé par Peter Brabeck-Letmathe, vice-président du conseil d'administration. Les raisons de cette démission sont floues. Selon certaines sources, elle s'inscrit dans un contexte de critique du climat de travail du forum. Selon d'autres sources, il est accusé d'avoir détourné des fonds appartenant à la fondation. Une enquête interne menée par le Forum a porté sur plus de 1,1 million de dollars de frais de déplacement de Klaus Schwab et de son épouse. Au sein de ces frais, il est apparu que 63 000 dollars n'avaient aucune justification professionnelle claire. Klaus Schwab réfute ces allégations et s’engage à rembourser les fonds mal alloués dans l’attente des résultats de l’enquête.

#### La grande réinitialisation
En 2020, il lance un projet de planification économique nommé la grande réinitialisation (The Great Reset), sous la forme d'un livre,. Le concept est récupéré dans certaines sphères complotistes, notamment d'extrême droite, tandis que le livre fait l'objet d'une désinformation importante.

### Vie personnelle

#### Revenus
En 2017, Schwab déclarait percevoir un salaire de 990 000 francs suisses par an.

#### Famille
Klaus Schwab épouse Hildegard Stoll en 1971 à Schaffhouse. Le couple vit en Suisse et a deux enfants, Nicole Schwab, cofondatrice du Gender Equality Project en 2009, et Olivier Schwab. Marié à une Chinoise, Olivier Schwab a dirigé le bureau du WEF à Pékin.

#### Nationalité
En septembre 2019, le président de la Confédération suisse Ueli Maurer (UDC), suggère au Conseil fédéral d'accorder la nationalité suisse à Klaus Schwab, qui vit en Suisse depuis 60 ans, le droit de cité cantonal pouvant lui être accordé sur la base de la loi cantonale grisonne. Bien que Schwab ait des parents suisses, le Conseil fédéral n'est pas convaincu, notamment Simonetta Sommaruga (PS), appelée à prendre la présidence l'année suivante.
Selon les médias, il s'agissait également de raisons politiques, car le Forum économique mondial de Schwab était mal vu dans le parti. L'Office fédéral de la justice, qui dépend du département dirigé alors par Karin Keller-Sutter (PLR), rejette l'octroi de la citoyenneté.

#### Divers
Klaus Schwab est membre honoraire du Bayern Munich.

## Décorations et distinctions
- Membre de l'Académie du royaume du Maroc[24]
- 17 doctorats d’honneur
- Grand Cordon de l'ordre du Soleil levant (Japon)
- Grand officier de l’ordre du Mérite de la République fédérale d'Allemagne
- Chevalier de l'ordre national de la Légion d'honneur (France)
- Chevalier-commandeur de l'ordre de Saint-Michel et Saint-Georges (Royaume-Uni)[25]

## Publications
en allemand
- Der längerfristige Exportkredit als betriebswirtschaftliches Problem des Maschinenbaues (untersucht am Beispiel der Bundesrepublik Deutschland), Offenbach 1965 (également, thèse de l'École polytechnique fédérale de Zurich)
- Der Exportkredit. Hinweise für den deutschen Exporteur, Francfort-sur-le-Main 1966
- Öffentliche Investitionen und wirtschaftliches Wachstum, Ravensburg 1966 (également, thèse à l'université de Fribourg)
- Moderne Unternehmensführung im Maschinenbau (avec Hein Kroos), Francfort-sur-le-Main 1971
- Chancenmanagement, Düsseldorf 1976
- COVID-19. Der große Umbruch (avec Thierry Malleret). Forum Publishing, Genève 2020,  (ISBN 978-2940631193).

en anglais
- Overcoming indifference. Ten key challenges in today's changing world. A survey of ideas and proposals for action on the threshold of the twenty-first century (Herausgeberschaft), New York 1995
- The Fourth Industrial Revolution, 2016 (book on demand). dt.: Die Vierte Industrielle Revolution. Aus dem Englischen von Petra Pyka und Thorsten Schmidt, Pantheon Verlag, Munich 2016.  (ISBN 978-3-570-55345-9)
- Avec Thierry Malleret : COVID-19: The Great Reset. Lightning Source,  (ISBN 978-2-940631-12-4).

en français
- La Quatrième Révolution industrielle, Dunod, 2017
- Avec Thierry Malleret, Covid-19 : la Grande Réinitialisation, Forum Publishing, juillet 2020.